# Alice Carissan
Pour les articles homonymes, voir Carissan.
Alice Carissan, née le 13 novembre 1869 à Saint-Nazaire et morte le 12 juin 1964 à Paris, est une peintre française.

## Biographie
Alice Émilie Élise Marie Carissan est issue d'une famille bretonne aisée et renommée. Elle nait en 1869 à Saint-Nazaire d'Ambroise Louis Carissan, commissaire sur les paquebots de la compagnie générale transatlantique, puis agent d'assurances, et de Marie Stéphanie Terrien, fille de négociants en cognac. Sa tante Célanie Carissan est romancière et compositrice. Sa mère décède en 1882 et son père se remarie en 1883. 
Elle est d'abord élève dans les années 1890-1895 à Paris de Marie Louise Lebesgue, aquarelliste et artiste sur cuir, et de Blanche Odin, aquarelliste. Au décès de son père en 1892, elle ouvre un cours de dessin et de peinture à Saint-Jean-d'Angély. Elle expose des aquarelles de fleurs dès 1897 en Charente-Maritime. Elle expose dans la section arts appliqués du Salon à partir de 1904, se consacrant surtout aux cuirs d'arts dans la première partie de sa carrière. Elle devient élève en 1908 de María Luisa de la Riva y Callol-Muñoz (en), peintre de fleurs renommée, et d'Achille Cesbron, peintre de natures mortes, vers 1910.
En 1909, elle est coadministratrice de la revue d'enseignement Le Guide artistique (anciennement L'artiste pratique) avec Marie Louise Lebesgue et l'artiste Eugénie Noury-Roger, spécialiste d'émaux, qui est sa compagne.
En 1910, sa tante Célanie se produit dans son atelier parisien lors d'une exposition. Alice Carissan est lauréate du prix d'art décoratif Ocampo de l'Union des femmes peintres et sculpteurs en 1912. En octobre 1914, son frère Léon, enseigne de vaisseau, blessé au combat, meurt en Malaisie ; elle n'expose à nouveau qu'en 1917 à Rochefort. En 1921, elle se réoriente vers la peinture à l'huile, les arts décoratifs n'étant plus en vogue après le premier conflit mondial, et elle est alors remarquée pour son travail sur les reflets de lumière dans ses natures mortes. Elle obtient le prix de nature morte en 1925 au salon de l'Union.
En 1926, elle se sépare d'Eugénie Noury-Roger. Elle commence alors à représenter des personnages dans ses œuvres. En 1929, elle est membre du comité de l'Union. Elle rencontre la peintre Yvonne Carro, de plus de 25 ans sa cadette, élève d'Eugénie Noury-Roger. Au début des années 1930, elle ouvre à nouveau, en raison des difficultés économiques de l'époque, son atelier de peinture parisien. En 1930, elle reçoit une mention honorable au Salon, et en 1934 une médaille d'argent pour Mystère des reflets, une représentation de sa chambre à la fin du jour. En 1935, elle accroche au Salon Deux époques, portrait d'Yvonne Caro. En 1936 Carissan et Carro "connaissent leurs habituels succès" au salon de l'Union. En 1936, Alice Carissan obtient le prix Jeanne-Marceron-Maille. Elle expose en 1939 à Bordeaux et Fontainebleau, on ne trouve pas de trace de son activité durant la guerre, mais en 1945 elle et Yvonne Carro offrent chacune une toile au musée de Saint-Nazaire dont les collections ont été détruites. Yvonne Carro meurt en décembre 1946 à 51 ans. Alice Carissan exposera encore au Salon en 1951 et 1955. Elle meurt en 1964 à l'âge de 94 ans à l'hôpital Vaugirard dans le 15e arrondissement de Paris.

## Dans les collections publiques
- Musée des Beaux-Arts de Nantes, Azalées, nature morte, huile sur toile, 1926 - dépôt du CNAP
- Musée des Beaux-Arts de Reims, La Fenêtre ouverte, huile, sur toile, avant 1925 - achat à l'artiste, 1930
- Musée d'art et d'histoire de Rochefort, Bibelots japonais, huile sur toile, achat en 1929 à l'artiste, dépôt du CNAP